# Юнгхенель, Ян Богумил
Ян Богумил Юнгхенель, литературный псевдоним — Кокошка, немецкий вариант — Йоганн Готлиб Юнгхенель (в.-луж. Jan Bohumił Junghänel, нем.  Johann Gottlieb Junghänel, 21 декабря 1753 года, деревня Воспорк, Лужица, курфюршерство Саксония — 13 февраля 1810 года, деревня Слепо, Лужица, Королевство Саксония) — лютеранский священнослужитель, лужицкий поэт и этнограф.
Родился в 1753 году в серболужицкой деревне Воспорк в семье сапожника. Окончил начальную школу в деревне Вульки-Вельков. С 1769 по 1775 года обучался в гимназии в Будишине. С 1775 по 1778 года изучал лютеранское богословие в Лейпцигском университете. По возвращении в Лужицу служил до 1783 года катехетом в лютеранском приходе в деревне Дельня-Горка. В 1783 году назначен настоятелем лютеранского прихода в деревне Вохозы. Последние три года своей жизни служил настоятелем в деревне Слепо.
Написал несколько стихотворный произведений. Собирал устное творчество лужичан. Составил обширную этнографическую рукопись «Adversaria linguae sorabicae. Wendische Sprichwörter, Rätsel und Zweideutigkeiten, sprichwörtliche Redensarten, Mutwille und Grobheiten, Höflichkeit, Idiotismen zur Syntax», которая стала одним из первых известных научных сочинений по лужицкой фразеологии.